# Salvador Lleonart
Salvador Lleonart   (Alella, segle XVII - valor desconegut) fou organitzador i cap dels serveis secrets catalans del rei arxiduc Carles III (1713-14), el qual tenia encomanades funcions d'espionatge i contraespionatge, així com d'agitació i enllaç.

## Biografia
Va  néixer a Alella durant la segona meitat del segle xvii, fill de Salvador Lleonart, pagès i hereu del mas Lleonart, i d'Isabel.
Va prendre part en defensa de Barcelona durant el setge borbònic del 1706 i va ésser ferit el 21 d'abril en el combat de Sant Andreu de Palomar, quan s'enfrontava a la cavalleria borbònica lluitant a les ordres del capità Josep Alrà.
El 4 d'octubre de 1713, quan Barcelona ja feia tres mesos que estava assetjada pels exèrcits borbònics, Salvador Lleonart, per encàrrec del coronel Sebastià Dalmau, va preparar des de la seua població d'Alella l'embarcació per traslladar els comandaments que tornaven de dirigir l'Expedició del diputat militar cap a Barcelona. Aquest fet va suposar l'abandonament d'una part de l'exèrcit de la resistència per part dels seus màxims responsables. Això no obstant, una part d'aquests soldats emprengueren un atac al cordó del setge de Barcelona al cap de dos dies i aconseguiren introduir-se a la ciutat. Sembla que de retorn a Alella, Lleonart portava ordres per als combatents que encara eren en aquell lloc de passar al castell de Cardona i unir-se a l'exèrcit de la resistència del marquès del Poal.
Salvador Lleonart, com a negociant que posseïa embarcacions a Alella, es va dedicar a traslladar tropes i militars durant el setge de Barcelona, així com diners i correspondència sobre les operacions de guerra, esquivant els borbònics tot navegant per mar. A finals d'octubre va ésser atacat per un destacament borbònic quan es disposava a traslladar 200 fusellers des de Llavaneres cap a Barcelona. Retornat a Barcelona, se li van donar 1.000 pesos perquè els lliurés als voluntaris que estaven lluitant amb la resistència a l'interior de Catalunya. A finals de novembre tornava a arribar a Barcelona per via marítima i se li encarregava passar correspondència al governador de la fortalesa de Cardona, Manuel Desvalls i de Vergós, i 3.000 pesos per ajudar a sostenir la seua guarnició. El 5 de desembre va arribar a la fortalesa de Cardona, on lliurà la correspondència i els diners. Retornat a Barcelona el dia 10 de desembre, la Junta de Guerra de la ciutat li va oferir la graduació militar de coronel d'infanteria:
| «                                                                    | (castellà) (...) en 10 del mismo [desembre del 1713] volvió a Barcelona, y el Gobierno, en consideración de los peligros a que se había expuesto y de sus particulares servicios, le dio patente de coronel de infantería, porque con este título corriese menos riesgo su persona. | (català) (...) el 10 del mateix [desembre de 1713] va tornar a Barcelona, i el Govern, en consideració dels perills a què s'havia exposat i dels seus particulars serveis, li va donar patent de coronel d'infanteria, perquè amb aquest títol corregués menys risc la seva persona. | » |
| — Francesc de Castellví, Narraciones Históricas, Vol. III, pàg. 663. | | |   |

A primers de gener del 1714, el coronel Salvador Lleonart va lliurar cartes a diferents prohoms de Mataró i rodalia per preparar una sublevació contra la seua guarnició borbònica. Va contactar amb el marquès del Poal per portar a terme l'operació, que es va programar per a la nit del 25 al 26 de gener, quan el coronel Ermengol Amill s'havia d'embarcar amb 400 fusellers des de Barcelona per atacar la guarnició de Mataró. L'ofensiva es va acabar evitant gràcies a la intermediació de Marianna de Copons, una espia austriacista que mantenia contactes amb el coronel borbònic francès baró de Querchois. Salvador Lleonart i Marianna de Copons, que vivien al mateix poble, estaven permanentment en contacte i constituïen el principal nucli de l'espionatge austriacista durant el setge de Barcelona.
A mitjan febrer del 1714, Lleonart lliurava 3.000 pesos per a la paga dels combatents del marquès del Poal a Castellterçol. Poc després, tornava amb correspondència del marquès del Poal, del governador de Cardona i del coronel Amill cap als consellers de la ciutat de Barcelona.
Durant els darrers mesos del setge de Barcelona, el coronel Lleonart va entrar i sortir en diverses ocasions des d'Alella cap a Barcelona transportant correspondència entre els estats majors dels exèrcits de la resistència catalana i portant diners de Barcelona per pagar el manteniment de l'exèrcit a la Catalunya interior.
Sembla que acabada la Guerra de Successió, Salvador Lleonart va aconseguir fugir a l'exili cap a territoris imperials. El seu nom s'esmenta com a deutor en el testament del coronel Francesc Busquets, redactat a Kanjiža (Sèrbia) l'any 1733. Pocs mesos després, Salvador Lleonart escrivia al prior de Terrassa, Josep Busquets, per donar-li el condol per la mort del seu germà, amb qui havia compartit una bona amistat:
| «                                                    | Sr. Prió: después de saludar-lo ab fina voluntat dech dir-li que (..) la infausta notícia de la mort del car amich y germà de Vm- Dn Fran(cis)co Busquets y Mitjans q(ue) fou lo dia 18 del corrent (..) Quedant, ma, lo consuelo de que era oma de perfecta vida y q estarà gosant de Déu (..). Viena 21 de 1734. Salvador Lleonart [rúbrica autògrafa] | » |
| — Carta de Salvador Lleonart al prior Josep Busquets | |   |

Salvador Lleonart va tindre també dos germans que van lluitar a favor de la resistència catalana durant la Guerra de Successió: Francesc i Jaume Lleonart. Aquest darrer va ésser tinent de cavalleria del regiment de Pere Bricfeus i, acabada la guerra, probablement acollit a la capitulació de Cardona, va passar a Milà, on l'any 1715 figurava com a alferes de cavalleria. Pocs mesos després va passar a Viena, on l'any 1717 cobrava una pensió del Consell d'Espanya com a oficial de l'exèrcit que era.

## Llegat
El 2012 l'Ateneu Alellenc presidit per Salvador Bonada Font inicià el projecte Herois d'Alella 1714 a fi de sol·licitar el reconeixement públic per part del consistori municipal d'Alella als patriotes alellencs Salvador, Francesc i Jaume Lleonart. Així doncs, proposaren que se'ls retés homenatge d'agraïment i es declarés als germans Lleonart, fills d'Alella nats en la masia que encara avui porta el seu nom, Fills predilectes d'Alella pel seu compromís en la defensa de les Llibertats i Constitucions de Catalunya arriscant la pròpia vida en la lluita contra la tirania absolutista. Actualment, els germans Lleonart tenen una plaça dedicada a llur memòria al municipi d'Alella, i la seua casa pairal (Can Lleonart) és avui un centre cultural on s'hi ubica la regidoria de cultura del municipi.